# Kfar Bin Nun
Kfar Bin Nun (en hébreu : כְּפַר בִּן-נוּן) est un moshav israélien situé dans la vallée d'Ayalon et le district centre. Administrativement, il relève du conseil régional de Gezer. Il compte 681 habitants en 2016.

## Historique
Le moshav est fondé par l'Union agricole en 1952 près du village arabe dépeuplé d'al-Qubab (en). Il est d'abord baptisé Mishmar Ayalon Bet car il se trouve au bord de la route qui mène à Mishmar Ayalon (en), un moshav fondé deux ans plus tôt. Il est renommé Kfar Bin Nun d'après l'opération Bin Nun, elle-même intitulée en référence au deuxième nom de Josué (Josué 1:1), qui a combattu dans la vallée d'Ayalon (Josué 10:12),,. Au cours de la guerre israélo-arabe de 1948-1949, les Forces de défense d'Israël échouent à deux reprises à prendre le contrôle du contrefort voisin de Latroun.
Pendant la guerre des Six Jours (1967), Kfar Bin Nun est listé comme « colonie frontalière », ce qui lui permet de recevoir des dédommagements à la suite des attaques qu'elle a subi en raison de sa proximité avec la frontière jordanienne.